# Noemí Ulla
Noemí Ulla (Santa Fe, 29 de mayo de 1940 - Buenos Aires, 22 de mayo de 2016) fue una escritora, ensayista y doctora en la Academia Argentina de Letras.

## Biografía
Desde muy joven integró activamente en Rosario los grupos de narradores y poetas que enriquecieron la vida intelectual de aquella ciudad en la década de 1960.
Se recibió de Profesora de Enseñanza Media, Normal, Especial y Técnica en Letras en la Facultad de Filosofía y Letras de la Universidad Nacional del Litoral, en la ciudad de Santa Fe.  En 1969, Ulla se radicó en Buenos Aires, donde alcanzó el grado de Doctora en Filosofía y Letras por la Universidad de Buenos Aires. En la capital argentina desarrolló una carrera destacada como docente e investigadora.
Fue becaria del DAAD (Deutscher Akademischer Austauschdienst, Servicio Alemán de Intercambio Académico) en Berlín, Alemania (1990), y de la MEET (Maison des Écrivains Étrangers et des Traducteurs) en Saint-Nazare, Francia (1998). Como profesora invitada dio clases y dictó conferencias en las universidades francesas de Toulouse-Le-Mirail, Blaise Pascal, Caen, Avignon, Paris Sorbonne y Paris VIII, en la Universidad de La República del Uruguay y en la Universidad de Miami, Estados Unidos.
Su labor como investigadora se volcó en varios ensayos, que consagró privilegiadamente a la coloquialidad en la literatura del Río de la Plata y a la obra de figuras como Silvina Ocampo y Adolfo Bioy Casares, que como Jorge Luis Borges y tantos otros escritores le brindaron su amistad.
Fue elegida académica de número de la Academia Argentina de Letras el 22 de julio de 2010 para ocupar el sillón “Domingo Faustino Sarmiento” en el cual la precedieron Matías G. Sánchez Sorondo, Jorge Max Rohde y Antonio Pagés Larraya. El acto oficial de recepción se realizó el 23 de junio de 2011, donde pronunció su discurso “Huellas de la oralidad en la narrativa rioplatense” y el académico Jorge Cruz pronunció el discurso de bienvenida.

## Premios y distinciones
- Premio Novela, Dirección de Cultura de la Provincia de Santa Fe, cuyo jurado integraron  Augusto Roa Bastos, Bernardo Verbitzky  y Carlos Carlino (1967).
- “La viajera perdida”, cuento que integra el libro Ciudades, mereció el Premio de cuento en el concurso del semanario Marcha de Montevideo, cuyo jurado integraron Juan Carlos Onetti, Mercedes Rein y Jorge Ruffinelli.
- Faja de Honor de la Sociedad Argentina de Escritores (SADE) por el ensayo La insurrección literaria. De lo coloquial en la narrativa rioplatense de 1960 y 1970 (1997).
- Primer Premio de Ensayo, Subsecretaría de Cultura de la Ciudad de Buenos Aires por  Identidad rioplatense 1930: la escritura coloquial (Borges, Arlt, Hernández, Onetti) (1990).
- Primer Premio de Ensayo “Esteban Echeverría” concedido por Gente de Letras (2009).
- Distinción “Juan Carlos Onetti” por Poetas y Narradores de las Dos Orillas, dirigido por * Alfredo Villegas Oromí y Rocío Cardoso Arias (2009).
- Premio Konex - Diploma al Mérito por sus cuentos publicados en el período 2004 - 2008 (2014).

## Obras publicadas
Novelas
- Los que esperan el alba, Dirección General de Cultura de la Provincia de Santa Fe, 1967.
- Urdimbre, Buenos Aires, de Belgrano, 1981.

Relatos
- La viajera perdida, Buenos Aires, CEAL, 1983.
- Ciudades, Buenos Aires, CEAL, 1983; traducido al idioma francés, Toulouse, Ombres Blanches,  1994).
- El ramito, Buenos Aires, Último Reino, 1990.
- El cerco del deseo, Buenos Aires, Sudamericana, 1994.
- El ramito y otros cuentos, Buenos Aires, Proa, 2002.
- Juego de prendas y los dos corales, Buenos Aires, Simurg, 2003.
- Una lección de amor y otros cuentos, Fundación Ross, Rosario, 2005.
- Nereidas al desnudo (Néréides à nu), edición bilingüe, Saint-Nazaire, Francia, 2006.
- En el agua del río, Rosario, Fundación Ross, 2007.
- Nereidas al desnudo (en español), Buenos Aires, Simurg, 2010.
- Bailarina de tres brazos, 2011.

Cuentos incluidos en antologías
- Translation (The Journal of Literary Translation, v. XVIII, New York, Spring 1987).
- Argentinien erzählt (Fischer, Frankfurt am Main, 1992) .
- Hand in hand (Constable, London, 1992) .
- Visiones femeninas. Violencia II (Desde la gente, Buenos Aires, 1993).
- Escritoras argentinas contemporáneas (Peter Lang, New York, 1993).
- Damas de letras (Ed. de María Moreno, 1998).
- La Venus de papel (Ed. Mempo Giardinelli y Graciela Gliemmo, 1998).
- El lenguaje de las cosas en la literatura del siglo XX (Desde la gente, Buenos Aires, 2001).
- Il paese dei sogni perduti. Anni e storie argentine, de Laura Pariani, (Entrevistas, Efigie Edizioni, Milano, Italia, 2004).
- Por siempre madres, Ed. Emecé, 2007.
- Proa, N.º 7, Fundación Internacional Jorge Luis Borges, Buenos Aires, 2007.

Ensayos y estudios
- Tango, rebelión y nostalgia (ensayo), Buenos Aires, Jorge Álvarez, 1967; reeditado por CEAL en 1982 y traducido parcialmente al idioma alemán (Melancholie der Vorstadt: Tango, Berlin, Frölich & Kaufmann, 1982).
- La revista Nosotros, (selección y prólogo), Buenos Aires, Galerna, 1969. Colección LAS REVISTAS-3.
- Diccionario Universal de Autores, tomos I y II, con la colaboración de Jorge Lafforgue (Buenos Aires, CEAL, 1971).
- Identidad rioplatense 1930: la escritura coloquial (Borges, Arlt, Hernández, Onetti) (ensayo, Buenos Aires, Torres Agüero, 1990.
- Invenciones a dos voces: ficción y poesía en Silvina Ocampo (ensayos, Buenos Aires, Torres Agüero, 1992).
- La insurrección literaria: de lo coloquial en la narrativa rioplatense de los años 1960 y 1970, Buenos Aires, Torres Agüero Editor, 1996. Faja de Honor de la SADE 1997.
- Prólogo-Ensayo, El país secreto de María de Montserrat, Montevideo, 1999, Biblioteca Artigas, Colección de Clásicos Uruguayos, v. 174.
- Silvina Ocampo: una escritora oculta (textos reunidos y presentados por Noemí Ulla), Instituto de Literatura Argentina “Ricardo Rojas”, Facultad de Filosofía y Letras, Universidad de Buenos Aires, 1999.
- Poesía inédita y dispersa, prólogo, selección y notas sobre Silvina Ocampo, de Noemí Ulla, 2001.
- “Centro Cultural del Río de la Plata: Buenos Aires”, en Literary Cultures of Latin America- A comparative History, Mario J.Valdés y Djelal Kadir editors, Oxford, University Press, 2004, p.658-669.
- Obsesiones de estilo, (antología crítica), Rosario, Fundación Ross, 2004.
- De las orillas del Plata (antología crítica), Buenos Aires, Simurg, 2005.
- Variaciones rioplatenses (antología crítica), Buenos Aires, Simurg, 2007.

Diálogos sobre literatura
- Encuentros con Silvina Ocampo (Buenos Aires, Editorial de Belgrano, 1982).
- Encuentros con Silvina Ocampo (Buenos Aires, Leviatán, 2ª.edición ampliada, 2003).
- Aventuras de la imaginación. De la vida y los libros de Adolfo BioyCasares. Conversaciones de Adolfo Bioy Casares con Noemí Ulla, Buenos Aires, Editorial Corregidor, 1990.
- Conversaciones con Adolfo Bioy Casares (Buenos Aires, Corregidor, 2000, 2ª. edición, corregida y aumentada).